# Enex Jean-Charles
Enex Jean-Charles (* 18. Juli 1960 in Chansolme, Département Nord-Ouest, Haiti) ist ein haitianischer Politiker und war von März 2016 bis März 2017 Premierminister.

## Leben
Jean-Charles erhielt seine akademische Ausbildung an der University of Missouri in Columbia und an der Université libre de Bruxelles. Jean-Charles lehrt seit 1991 an der Université d'État d'Haïti in Port-au-Prince als Hochschullehrer für Verwaltungsrecht.
Von März 2004 bis Juni 2006 hatte er das Amt des Generalsekretärs des Ministerrates unter Präsident Boniface Alexandre inne. Im März 2016 wurde er von Fritz Jean zu dessen Ministre de la Planification et de la Coopération externe designiert, wurde aber, nachdem am 20. März 2016 Jeans Parlamentspläne von der Abgeordnetenkammer Haitis abgelehnt worden waren, von Präsident Jocelerme Privert zum interimistischen Premierminister ernannt. Die Bestätigung erfolgte am 24. März 2016 einstimmig durch die 20 Senatoren im haitianischen Senat und mit 78 Stimmen bei einer Gegenstimme und zwei Enthaltungen durch die Abgeordnetenkammer.
Jean-Charles ist der 20. Premierminister von Haiti. Am 28. März 2016 wurden die 18 Minister seines Kabinetts vereidigt.
Enex Jean-Charles ist verheiratet und hat drei Kinder.

## Schriften
- Manuel de droit administratif haïtien. Académie de formation et de perfectionnement des cadres, AFPEC, Port-au-Prince 2002, ISBN 99935-2-205-8.